# 八药水筛
八药水筛（学名：Blyxa octandra）为水鳖科水筛属下的一个种。

## 扩展阅读
- 維基物種上的相關：八药水筛